# Młodzieżowe Mistrzostwa Ameryki Południowej w Lekkoatletyce 2004
1. Młodzieżowe Mistrzostwa Ameryki Południowej w Lekkoatletyce – zawody lekkoatletyczne dla sportowców do lat 23, które odbyły się 26 i 27 czerwca 2004 w wenezuelskim mieście Barquisimeto.

## Rezultaty

### Mężczyźni
| Konkurencja:                  | 1. miejsce             | Rezultat   | 2. miejsce              | Rezultat   | 3. miejsce             | Rezultat   |
| Bieg na 100 m                 | Bruno Pacheco          | 10.28      | Eliezer de Almeida      | 10.31      | Daniel Grueso          | 10.52      |
| Bieg na 200 m                 | Bruno Pacheco          | 20.75      | Basílio de Moraes       | 21.06      | Wilmer Rivas           | 21.30      |
| Bieg na 400 m                 | Andrés Silva           | 45.80      | Luis Luna               | 46.03      | Luís Ambrósio          | 46.46      |
| Bieg na 800 m                 | Byron Piedra           | 1:47.43    | Simoncito Silvera       | 1:47.53    | Fabiano Peçanha        | 1:48.66    |
| Bieg na 1500 m                | Byron Piedra           | 3:46.37    | Nico Herrera            | 3:48.25    | Leslie Encina          | 3:50.40    |
| Bieg na 5000 m                | Manuel Bellorín        | 14:52.11   | Oscar Lesmes            | 14:53.59   | Eduardo Villanueva     | 15:52.40   |
| Bieg na 10 000 m              | João Augusto Stingelin | 30:51.13   | John Cusi               | 31:18.13   | Leslie Encina          | 31:20.36   |
| Bieg na 3000 m z przeszkodami | Mariano Mastromarino   | 8:54.92    | Jean Calzadilla         | 8:56.55    | Sergio Lobos           | 9:01.44    |
| Bieg na 110 m przez płotki    | Maurício Teixeira      | 14.03      | Francisco Schilling     | 14.23      | Marleán Reyna          | 14.45      |
| Bieg na 400 m przez płotki    | Sebastián Lasquera     | 50.48      | Diego Venâncio          | 50.49      | Raphael Fernandes      | 50.84      |
| Chód na 20 000 m              | Gustavo Restrepo       | 1:26:59,60 | Rafael dos Anjos Duarte | 1:27:19,85 | Xavier Malacatas       | 1:31:06,42 |
| Sztafeta 4 x 100 m            | Brazylia               | 39,42      | Kolumbia                | 40,24      | Chile                  | 41,07      |
| Sztafeta 4 x 400 m            | Brazylia               | 3:06.85    | Wenezuela               | 3:09.00    | Argentyna              | 3:12,02    |
| Skok wzwyż                    | Fábio Baptista         | 2.14       | Ederson de Oliveira     | 2.05       | Daniel Rodríguez       | 2.00       |
| Skok o tyczce                 | Jorge Naranjo          | 5.20       | José Francisco Nava     | 5.00       | Guillermo Chiaraviglio | 5.00       |
| Skok w dal                    | Irving Saladino        | 7.74       | Rogério da Silva        | 7.69       | Luis Tristán           | 7.25       |
| Trójskok                      | Jefferson Sabino       | 16.27      | José Francisco Nava     | 14.85      | Oscar Alvarenga        | 14,70      |
| Pchnięcie kulą                | Gustavo de Mendonça    | 17.21      | Geovanny García         | 17.16      | Edmundo Martínez       | 17.14      |
| Rzut dyskiem                  | Héctor Hurtado         | 54.75      | Gustavo de Mendonça     | 52.75      | Germán Lauro           | 50.56      |
| Rzut młotem                   | Roberto Sáez           | 63.95      | Wagner Domingos         | 63.86      | Armando dos Santos     | 62.96      |
| Rzut oszczepem                | Alexon Maximiano       | 71.49      | Júlio César de Oliveira | 71.49      | Arley Ibargüen         | 70.05      |
| Dziesięciobój                 | Leandro Peyrano        | 6993 pkt.  | Fagner Martins          | 6852 pkt.  | Andrés Mantilla        | 6816 pkt.  |

### Kobiety
| Konkurencja:                  | 1. miejsce         | Rezultat   | 2. miejsce         | Rezultat   | 3. miejsce              | Rezultat   |
| Bieg na 100 m                 | Thatiana Ignácio   | 11.63      | Melisa Murillo     | 11.78      | Raquel da Costa         | 11.86      |
| Bieg na 200 m                 | Darlenis Obregón   | 23.76      | Fernanda Mackenna  | 24.47      | Amanda Dias             | 24.55      |
| Bieg na 400 m                 | Joyce Prieto       | 54.38      | Lucy Jaramillo     | 54.52      | Ángela Alfonso          | 54.77      |
| Bieg na 800 m                 | Rejane da Silva    | 2:09.88    | Marcela Britos     | 2:10.14    | Jenny Mejías            | 2:10.15    |
| Bieg na 1500 m                | Mónica Amboya      | 4:27.30    | Kamila Govorcín    | 4:33.05    | Yolanda Caballero       | 4:37.62    |
| Bieg na 5000 m                | Zenaide Vieira     | 17:38.28   | Rosa Chacha        | 17:44.04   | Karina Chacón           | 17:47.34   |
| Bieg na 10 000 m              | Rosa Chacha        | 36:23.73   | Ruby Riativa       | 36:28.67   | Luz Maldonado           | 36:42.10   |
| Bieg na 3000 m z przeszkodami | Mónica Amboya      | 10:20.39   | Yolanda Caballero  | 10:24.09   | Ángela Figueroa         | 10:39.12   |
| Bieg na 100 m przez płotki    | Brigith Merlano    | 13.57      | Sandrine Legenort  | 13.79      | Fabiana dos Santos      | 14.11      |
| Bieg na 400 m przez płotki    | Yusmelys García    | 59.80      | Jessica Miller     | 59.84      | Lucy Jaramillo          | 60.65      |
| Chód na 20 000 m              | Cisiane Lopes      | 1:46:45,03 | Marcela Pacheco    | 1:47:37,12 | Josette Sepúlveda       | 1:48:56,46 |
| Sztafeta 4 x 100 m            | Brazylia           | 45.36      | Chile              | 45.67      | Wenezuela               | 47.32      |
| Sztafeta 4 x 400 m            | Brazylia           | 3:40.05    | Chile              | 3:42.61    | Wenezuela               | 3:48.38    |
| Skok wzwyż                    | Catherine Ibargüen | 1.91       | Jhoris Luque       | 1.82       | Mônica de Freitas       | 1.76       |
| Skok o tyczce                 | Milena Agudelo     | 3.90       | Pamela Barnert     | 3.80       | Rosângela da Silva      | 3.70       |
| Skok w dal                    | Keila Costa        | 6.19       | Catherine Ibargüen | 6.05       | Tânia Ferreira da Silva | 6.05       |
| Trójskok                      | Keila Costa        | 13.62      | Jennifer Arveláez  | 13.16      | Tânia Ferreira da Silva | 12.78      |
| Pchnięcie kulą                | Paola Cheppi       | 15.81      | Ahymará Espinoza   | 15.45      | Jennifer Dahlgren       | 14.34      |
| Rzut dyskiem                  | Claudia Ullmann    | 44.54      | Karen Gallardo     | 44.00      | Rita da Conceição Neres | 43.70      |
| Rzut młotem                   | Jennifer Dahlgren  | 65.17      | Adriana Benaventa  | 59.18      | Stefanía Zoryez         | 58.22      |
| Rzut oszczepem                | Leryn Franco       | 51.53      | María González     | 51.01      | Mariela Aguer           | 45.99      |
| Siedmiobój                    | Thaimara Rivas     | 5537 pkt.  | Merli Caldeira     | 5218 pkt.  | Valeria Steffens        | 5001 pkt.  |